# Didier Angibeaud
Didier Angibeaud Nguidjol (* 8. Oktober 1974 in Douala) ist ein ehemaliger kamerunischer Fußballspieler. 2001 musste er im Alter von 26 Jahren seine Spielerkarriere aufgrund einer schweren Knieverletzung vorzeitig beenden.
Mit dem SK Sturm Graz war er 1999 Österreichischer Triple-Gewinner, 1998 nahm er mit der Nationalmannschaft Kameruns an der Fußball-Weltmeisterschaft 1998 teil.

## Vereinskarriere
Der 1974 in Douala geborene Angibeaud emigrierte Mitte der 80er Jahre mit seiner Familie nach Frankreich und begann seine Spielerkarriere in der Jugend des AC Le Havre.
Ab 1991 kam er in der B-Mannschaft von Le Havre zum Einsatz, ehe er am 7. März 1993 beim 0:3-Auswärtssieg im französischen Fußballpokal gegen Le Touquet AC sein Profidebüt feierte. Nach neun Toren in neun Spielen für die B-Mannschaft stieg er ein halbes Jahr später unter Trainer Guy David endgültig in die Profimannschaft auf und kam in Folge zu siebzehn Einsätzen in der Division 1, in denen ihm jedoch der Durchbruch verwehrt blieb. Angibeaud, damals noch Stürmer, hatte mit der großen Konkurrenz in Form des gesetzten Joël Tiéhi und des damals aufstrebenden Ibrahim Ba zu kämpfen, die er niemals verdrängen konnte, und erzielte kein einziges Saisontor. Zur Folgesaison galt er als gescheitertes Talent und wurde wieder in die B-Mannschaft abgeschoben.
Ohne Aussicht auf Rückkehr in die Profimannschaft verließ er daraufhin Le Havre und wechselte zur Spielzeit 1995/96 in die Championnat de France National zum FC Istres. In Istres wurde er in Folge zum offensiven Mittelfeldspieler umfunktioniert, was sich zum Glücksfall für Spieler und Verein herausstellte. Mit sieben Toren in 27 Saisonspielen avancierte er neben dem ebenfalls hochtalentierten Julien Rodriguez zum Leistungsträger der Mannschaft und scheiterte mit dem Verein knapp am Aufstieg in die Division 2.
Als einer der besten Spieler der Liga war Angibeaud jedoch nicht für Istres zu halten und wechselte in der Folgesaison zum CFN-Meister Sporting Toulon. Im ambitionierten Toulon, welches unter einem erheblichen finanziellen Aufwand auch die Altstars Stéphane Demol und Jean-Marc Ferreri verpflichtet hatte, konnte er sich erstmals in einer Profimannschaft etablieren. Er agierte vor allem als Strippenzieher aus dem Mittelfeld, von dem vor allem das Sturmduo Ferreri/Moses, welches gemeinsam 28 Tore erzielen konnte, profitierte. Konträr zur starken Offensive sorgte eine schwache Defensivleistung jedoch für das deutliche Verpassen des Saisonziels Aufstieg, worauf die teure Mannschaft wieder zerfiel.
Auch Angibeaud war unter den Abgängen und wechselte zu Erstligaabsteiger OGC Nizza. Zwar spielte er in Folge bei der vom Belgier Michel Renquin trainierten Mannschaft wieder in einem Verein der weit hinter seinen Möglichkeiten blieb, galt aber aufgrund starker Leistungen als einer der wenigen Gewinner und wurde mit der Nominierung ins endgültige Aufgebot Kameruns für die Fußball-Weltmeisterschaft 1998 in seiner Wahlheimat Frankreich belohnt.
Nach der Weltmeisterschaft, bei der er in allen drei Vorrundenspielen seines Landes zum Einsatz kam, wurde er in Folge, trotz eines negativen Fitnesstests, als „Königstransfer“ des amtierenden österreichischen Meisters SK Sturm Graz präsentiert. Zuvor war ein Wechsel in die Ligue 1 aufgrund des unsicheren körperlichen Zustands des Spielers gescheitert, wodurch Sturm die Chance für eine Verpflichtung ergriff. Präsident Kartnig selbst, der nach dem Erringen des ersten Meistertitels in der Vereinsgeschichte unbedingt einen Star präsentieren wollte, gab die Order den Fitnesszustand zu ignorieren, ohne dies mit Trainer Ivica Osim abzusprechen. Osim wiederum gab in Folge an, den Spieler gar nicht zu brauchen, da das gut funktionierende Mittelfeld aus der Vorsaison zusammengehalten werden konnte.
Trotzdem entwickelte sich Angibeaud in Folge zu einer der besseren Verpflichtungen dieser Ära, absolvierte, wenn fit, gute Spiele und entwickelte sich zu einer Art Publikumsliebling. In seiner Debütsaison war er Mitglied der erfolgreichsten Sturm-Mannschaft in der Geschichte des Vereins, gewann das österreichische Triple und feierte den erstmaligen Einzug in die Champions League. Aufgrund seiner Verletzungsanfälligkeit kam er jedoch lediglich zu 14 Ligaeinsätzen mit einem Torerfolg und zwei Einsätzen ohne Tor auf europäischer Ebene. In der Spielzeit 1999/2000 war er verletzungsbedingt nur mehr in sieben Ligaeinsätzen und einem in der Champions League am Ball, ehe er seine Karriere im Frühjahr 2001 aufgrund chronischer Kniebeschwerden endgültig beenden musste.

## Nationalmannschaft
Nachdem er nach starken Leistungen im Verein bereits 1997 zum Nationalmannschaftsspieler aufgestiegen war, wurde er von Trainer Claude Le Roy ins endgültige Aufgebot seines Landes für die Fußball-Weltmeisterschaft 1998 in Frankreich berufen.
Dort kam er im ersten Vorrundenspiel gegen Chile, nach einer roten Karte für Abwehrchef Rigobert Song beim Stand von 1:1, als Mittelfeldstabilisator für Salomon Olembé ins Spiel. Beim zweiten Vorrundenspiel, der 0:3-Niederlage gegen Italien, stand er daraufhin, wie auch im letzten Gruppenspiel, vor dem frühzeitigen Ausscheiden gegen Österreich im Startaufgebot seiner Mannschaft. Im Spiel gegen Österreich zählte er zu den stärksten Spielern Kameruns.
Nach der Weltmeisterschaft kam er noch zwei Mal in der Nationalmannschaft zum Einsatz, ehe er aufgrund seines jähen Karriereendes nicht mehr für sein Land auflaufen konnte.

## Sonstiges
Nach seinem Karriereende war er indirekt an den Transfers von Amadou Rabihou und Thierry Tazemeta nach Österreich beteiligt. Beide kamen über seine Empfehlung zu einem Probetraining bei Sturm, wobei Rabihou von Sturm verpflichtet und Tazemeta durch sein Vorspielen von Rupert Marko entdeckt und zum SV Horn geholt wurde.

## Erfolge
- 1 × Österreichische Meister: 1999
- 1 × Österreichischer Cup: 1999
- 1 × Österreichischer Supercup: 1999
- 1 × Österreichische Vizemeister: 2000

Teilnahme:
- 1 × Fußball-Weltmeisterschaft 1998
- 2 × UEFA Champions League: 1999, 2000